# Gjesdal
Gjesdal é uma comuna da Noruega, com 609 km² de área e 9 248 habitantes (censo de 2004).         